# هیتر پتری
هیتر پتری (انگلیسی: Heather Petri؛ زادهٔ ۱۳ ژوئن ۱۹۷۸) بازیکن واترپلو اهل ایالات متحده آمریکا بود.
وی در مسابقات کشوری و بین‌المللی در مجموع برندهٔ ۵ مدال طلا، ۳ مدال نقره، ۱ مدال برنز شده‌است.